# Оснаброк (Північна Дакота)
Оснаброк (англ. Osnabrock) — місто (англ. city) в США, в окрузі Кавальєр штату Північна Дакота. Населення — 105 осіб (2020).

## Географія
Оснаброк розташований за координатами 48°40′13″ пн. ш. 98°8′58″ зх. д. / 48.67028° пн. ш. 98.14944° зх. д. (48.670163, -98.149397).  За даними Бюро перепису населення США в 2010 році місто мало площу 0,78 км², з яких 0,78 км² — суходіл та 0,01 км² — водойми.

## Демографія
Згідно з переписом 2010 року, у місті мешкали 134 особи в 51 домогосподарстві у складі 36 родин. Густота населення становила 171 особа/км².  Було 73 помешкання (93/км²).
Расовий склад населення:
| - 96,3 % — білих - 2,2 % — корінних американців |

До двох чи більше рас належало 1,5 %. Частка іспаномовних становила 0,7 % від усіх жителів.
За віковим діапазоном населення розподілялося таким чином: 10,4 % — особи молодші 18 років, 44,8 % — особи у віці 18—64 років, 44,8 % — особи у віці 65 років та старші. Медіана віку мешканця становила 61,0 року. На 100 осіб жіночої статі у місті припадало 97,1 чоловіків;  на 100 жінок у віці від 18 років та старших — 100,0 чоловіків також старших 18 років.
Середній дохід на одне домашнє господарство  становив 112 669 доларів США (медіана — 38 750), а середній дохід на одну сім'ю — 52 944 долари (медіана — 56 250). Медіана доходів становила 43 125 доларів для чоловіків та 38 750 доларів для жінок. 
Цивільне працевлаштоване населення становило 37 осіб. Основні галузі зайнятості: сільське господарство, лісництво, риболовля — 35,1 %, освіта, охорона здоров'я та соціальна допомога — 24,3 %, оптова торгівля — 18,9 %.